# In the Hot Seat
In the Hot Seat — девятый студийный альбом английской группы Emerson, Lake & Palmer, выпущенный 27 сентября 1994. Это последний альбом группы.

## Об альбоме
Создание альбома происходило в трудный для группы период: клавишник Кит Эмерсон и ударник Карл Палмер столкнулись с серьезными проблемами со здоровьем. У Эмерсона были проблемы с локтевым нервом, из-за чего ему пришлось перезаписывать партии правой руки левой рукой. У Палмера был синдром запястного канала, и он перенёс операцию.
Большинство композиций, составляющих In the Hot Seat, написаны участниками группы (иногда совместно с продюсером Китом Олсеном и другими авторами). Присутствует также кавер-версия песни Man in the Long Black Coat Боба Дилана с альбома Oh Mercy (1989).
Альбом получил весьма прохладные оценки музыкальных критиков. По словам одного из них (Marc Loren из AllMusic), «назвать этот альбом ужасным было бы несправедливо, многие могли только мечтать о том, чтобы играть как ELP в свои плохие дни, но он действительно страдает от недостатка направления, сердца и, что, возможно, наиболее заметно, от недостатка продюсирования. Большинство великих альбомов ELP были спродюсированы Грегом Лейком, но по каким-то причинам этот альбом таковым не стал. Продюсер Кит Олсен, похоже, не чувствует звука ELP, и альбому не хватает этого мощного звука ELP.».

## Список композиций
| №                   | Название                     | Автор(ы)                         | Длительность |
| ------------------- | ---------------------------- | -------------------------------- | ------------ |
| 1.                  | «Hand of Truth»              | Keith Emerson, Greg Lake         | 5:23         |
| 2.                  | «Daddy»                      | Lake                             | 4:42         |
| 3.                  | «One by One»                 | Emerson, Lake, Keith Olsen       | 5:08         |
| 4.                  | «Heart on Ice»               | Lake, Olsen                      | 4:20         |
| 5.                  | «Thin Line»                  | Bill Wray, Olsen, Emerson        | 4:46         |
| 6.                  | «Man in the Long Black Coat» | Bob Dylan (arrangement: Emerson) | 4:12         |
| 7.                  | «Change»                     | Wray, Emerson, Olsen             | 4:44         |
| 8.                  | «Give Me a Reason to Stay»   | Steve Diamond, Sam Lorber        | 4:14         |
| 9.                  | «Gone Too Soon»              | Lake, Wray, Keith Wechsler       | 4:12         |
| 10.                 | «Street War»                 | Emerson, Lake                    | 4:24         |
| Общая длительность: | Общая длительность:          | Общая длительность:              | 46:05        |

Бонус-треки на CDː
| №                   | Название | Автор(ы) | Длительность                        |
| ------------------- | --- | --- | ----------------------------------- |
| 11.                 | «Pictures at an Exhibition (Studio Version)" a. "Promenade" b. "The Gnome" c. "Promenade" d. "The Sage" e. "The Hut of Baba Yaga" f. "The Great Gates of Kiev» | Mussorgsky, Lake (arrangement: Emerson, Carl Palmer; lyrics: Lake) Mussorgsky (arrangement: Emerson) Mussorgsky (arrangement: Palmer) Mussorgsky (lyrics: Lake) Lake Mussorgsky (arrangement: Emerson) Mussorgsky (arrangement: Emerson; lyrics: Lake) | 15:29 1:45 2:07 1:45 3:10 1:15 5:23 |
| Общая длительность: | Общая длительность: | Общая длительность: | 61:34                               |

## Участники записи
Emerson, Lake & Palmer
- Кит Эмерсон — клавишные
- Грег Лейк — вокал, гитары, бас
- Карл Палмер — ударные

Приглашённые музыканты
- Bill Wray – бэк-вокал ("Thin Line")
- Paula Mattioli – бэк-вокал ("Thin Line")
- Kristen Olsen – вокал ("Daddy")
- Tim Pierce – гитары
- Richard Baker – клавишные
- Brian Foraker – клавишные
- Keith Wechsler – клавишные, ударные